# Start zur Kassiopeia
Start zur Kassiopeia (OT: russisch Москва — Кассиопея, transkribiert Moskwa — Kassiopeja) ist ein sowjetischer Science-Fiction-Film aus dem Jahr 1974 von Richard Wiktorow.
Das Werk wurde erstmals am 23. September 1974 in der Sowjetunion gezeigt und hatte dort insgesamt 7,2 Mio. Kinozuschauer. Die Deutschlandpremiere fand am 11. Juli 1975 statt.
1975 kam die Fortsetzung Roboter im Sternbild Kassiopeia (Отроки во Вселенной, transkribiert: Otroki wo Wselennoi) in die Kinos.

## Handlung
Im Jahr 2007 hält der russische Schüler Witja Sereda in der Schule einen Vortrag über kürzlich entdeckte Funksignale aus dem Sternbild Kassiopeia. Er schlägt vor, Kinder im Alter von 14 Jahren als Kosmonauten zum Planeten Alpha Kassiopeia zu schicken, um mit der dort vermuteten Zivilisation Kontakt aufzunehmen. Nach seinen Berechnungen wird die kindliche Besatzung am Ziel der Reise erwachsen sein. Die Idee des Vortrags wird von der Sowjetunion aufgenommen und Witja wählt fünf seiner Klassenkameraden als Mannschaft für das Projekt aus. Witja und seine Freunde starten zur Kassiopeia, ohne zu wissen, dass sich auch der Tollpatsch Fedja Lobanow an Bord geschmuggelt hat. Durch dessen Ungeschicklichkeit wird der Antrieb des Raumschiffs manipuliert, so dass es schneller fliegt als Lichtgeschwindigkeit und 27 Jahre eher eintreffen wird als geplant.
Die Erlebnisse der Kinder am Ziel der Reise werden in der Fortsetzung Roboter im Sternbild Kassiopeia geschildert.

## Kritik
„Flott gemachter Jugendfilm.“

„Wenn Sie versuchen, den Hauptvorteil des Films kurz zu bestimmen, wird es in der Ernsthaftigkeit des Gesprächs liegen, das die Autoren mit Kindern und im Allgemeinen mit dem Zuschauer führen“